# Poveste de dragoste (telenovelă)
História de Amor este o telenovelă braziliană produse și expuse de Rede Globo în perioada de 18 ore între 3 iulie 1995 și 2 martie 1996 în 209 de capitole.

## Sinopsis
După o relație de zece ani cu partenerul Sheila, endocrinolog Carlos Alberto este angajat la fostul client Paula, dar este încă în căutarea pentru o mare pasiune. El sa întâlnitdulce și sensibil Elena. Atunci când începe datând Helena , Carlos trezește gelozia incredibil de Paula. În plus, el este încă hărțuit de Sheila, care încă mai crede în apropiere.
Fiica lui Helen, Joyce, devine însărcinată cu iubitul ei Caio, dar băiatul respinge copilul. Pe lângă care suferă de iresponsabilitatea de partenerul ei, Joyce trebuie să se confrunte cu tatăl său, Assunção, care refuză să accepte intalniri. Povestea se referă la conflicte și complicitate între părinți și copii, au reprezentat în relația dintre Helen, Joyce și Assunção.
Helena este femeia de lucru se confruntă cu sarcina prematură a fiicei sale. Cea mai mare problema este tatăl fetei, Asuncion , care nu este mulțumit cu situația. Fiind singur, Helena cedează la interesul Dr. Carlos.
Dar Carlos este deja angajată suferă de gelozie mireasa lui. Părinții Paula, Romulus și Zuleika, așteaptă cu nerăbdare la nunta fiicei lor, care va salva declinul financiar al familiei.

## Distribuție
| Actor                   | Personaj                       |
| ----------------------- | ------------------------------ |
| Regina Duarte           | Helena Soares                  |
| José Mayer              | Carlos Alberto Moretti         |
| Carla Marins            | Joyce Soares Assunção          |
| Carolina Ferraz         | Paula Sampaio Moretti          |
| Ângelo Paes Leme        | Caio Paiva                     |
| Lília Cabral            | Sheila Bueno                   |
| Nuno Leal Maia          | Edgar Assunção                 |
| Eva Wilma               | Zuleika Sampaio                |
| Cláudio Corrêa e Castro | Rômulo Sampaio                 |
| José de Abreu           | Daniel Veloso                  |
| Cristina Prochaska      | Yara Machado                   |
| Bia Nunnes              | Marta Xavier                   |
| Ricardo Petraglia       | Sinval Xavier                  |
| Cláudia Lira            | Vandinha (Vanda Furtado Diniz) |
| Cláudia Mauro           | Valquíria Assunção             |
| Yara Côrtes             | Olga Moretti Miranda           |
| Sebastião Vasconcelos   | Urbano Paiva                   |
| Ana Rosa                | Dalva Paiva                    |
| Umberto Magnani         | Mauro Moretti                  |
| Marly Bueno             | Rafaela Moretti                |
| Cláudio Lins            | Bruno Moretti                  |
| Maria Ribeiro           | Bianca Moretti                 |
| Flávia Alessandra       | Soninha Toledo                 |
| Cristina Mullins        | Maristela Gomide               |
| Monique Curi            | Mariana Gomide Sampaio         |
| Hugo Gross              | Leonardo Sampaio               |
| Christine Fernandes     | Marininha                      |
| Mônica Carvalho         | Neusa                          |
| Beatriz Lyra            | Silvana Furtado                |
| Sérgio Viotti           | Gregório Furtado               |
| Marcelo Saback          | Renato Santana                 |
| Dennis Carvalho         | Vicente Gomide                 |
| Rosane Gofman           | Matilde                        |
| Maria Alves             | Nazaré                         |
| Guilherme Faro          | Fábio Barroso                  |
| Fernando Wellington     | Mendonça                       |
| Vicente Barcellos       | Gabriel                        |
| Gláucia Rodrigues       | Gertrudes                      |
| Paula de Paula          | Tânia                          |
| Cláudia Paiva           | Madalena                       |
| Giácomo Pinotti         | Leopoldo Diniz                 |